# ABC Lavpris
ABC Lavpris er en privatejet supermarkedskæde med i alt 15 butikker i Danmark. 
Kæden startede i 1981 da to fætre Esper og Henning Tobiasen gik sammen om at åbne et minimarked i den vestjyske by Videbæk som bar navnet ABC-Super. Med 2 lærlinge og en deltidsansat kassedame gav det første år en omsætning på 10 mio kr. I dag er der så 15 varehuse, ca. 550 ansatte og der omsættes for omkring 1 mia kr årligt. Hovedkontor og centrallager er beliggende i den vestjyske by Tarm.
| Region             | Antal | By                                                                       |
| ------------------ | ----- | ------------------------------------------------------------------------ |
| Region Hovedstaden | 0     |                                                                          |
| Region Sjælland    | 0     |                                                                          |
| Region Syddanmark  | 8     | Billund, Egtved, Glamsbjerg, Gram, Holsted, Rødding, Vamdrup, Fredericia |
| Region Midtjylland | 7     | Herning, Tarm, Ulfborg, Videbæk, Tørring, Brædstrup, Randers             |
| Region Nordjylland | 0     |                                                                          |